# Canarium liguliferum
Canarium liguliferum es una especie de  planta perteneciente a la familia BurseraceaeEs endémica de las Islas Solomon,  donde se encuentra en la selva lluviosa de las tierras bajas.

## Taxonomía
Canarium liguliferum fue descrita por Pieter Willem Leenhouts y publicado en Blumea 13: 163. 1965.